# Votação do Festival Eurovisão da Canção
Ao longo dos anos, houve muitos e variados sistemas de votação no Festival Eurovisão da Canção.
Actualmente, o vencedor do Festival é escolhido por um sistema de votação posicional. Cada país classifica as canções e dá doze pontos à sua preferida; dez à sua segunda preferida; e oito a um pontos às suas terceira e décima canções preferidas. É proibido votarem em si próprios.
O método actual de classificação é através de televoto pelo público. Foi anunciado na página de Internet oficial do Festival que devido às queixas sobre a parcialidade do televoto, em 2009 os votos serão divididos 50%-50% entre o público e um júri internacional  . No passado, um pequeno júri demograficamente balançado foi usado para classificar as canções. Júris ainda são usados quando o televoto não funciona ou não é prático - por exemplo, em 2003, o sistema operativo da Eircom parou de trabalhar normalmente. A emissora irlandesa, RTÉ, não recebeu os votos a tempo e usou em vez disso um júri, algo extremamente criticado pela Rússia.
O Festival de 1956 não teve votação regional. A BBC teve a ideia de contactar júris regionais por telefone na sua competição para escolher a canção para apresentar no Festival desse ano. Mais tarde, a EBU adoptou a ideia de contactar os júris internacionais por telefone, e foi usado até 1993. Em 1994, o Festival começou a ligar-se aos júris por satélite.
Os apresentadores conectam-se por satélite a cada país, e pedem aos porta-vozes para lerem os votos em Francês ou em Inglês.  Os apresentadores depois repetem os votos na língua alternativa. Devido às limitações de tempo em 2004 e 2005, a votação foi apenas traduzida de uma língua para outra, em vez de se repetirem os votos ditos. Para se poupar tempo na votação devido ao aumento do número de participantes, desde 2006 até ao presente que os pontos um a sete de cada país são adicionados automaticamente à tabela de pontos, e apenas os pontos de oito a doze são ditos e desde 2016, apenas os doze são ditos

## Sistemas de votação
| Ano           | Pontos | Sistema de votação |
| ------------- | --- | --- |
| 1956          | 2 pontos | Cada país tinha 2 júries que atribuiram uma votação de 1 a 10 pontos, aos outros países a concurso, e podendo votar no seu próprio país, pela primeira e última vez na história do festival |
| 1957–1961     | 1–10 pontos | Cada país tinha 10 júries, onde cada um atribuia apenas um ponto, aos outros países a concurso, fazendo assim um total de 10 pontos a atribuir por país |
| 1962          | 3, 2 e 1 pontos | Cada país tinha um júri, constituido por dez membros, que atribuia 1, 2 e 3 pontos á sua canção favorita. Todos os pontos seriam então somados e o top três das canções ordenado por 3, 2 e 1 votos. |
| 1963          | 5, 4, 3, 2 e 1 pontos | Cada país tinha 20 juris e cada um deles atribuia as suas 5 canções favoritas 5, 4, 3, 2,e pontos por ordem de preferência. Todos esses pontos eram adicionados e as cnções com maior número de pontos obtinham 5, 4, 3, 2, e 1 voto, por ordem. |
| 1964–1966     | 5, 3 e 1 pontos | A votação baseou-se em 10 júris por país que atribuíram 3 ponto às suas canções favoritas; somaram os totais de cada país e deram à canção mais votada 5 pontos, à segunda 3 pontos e à terceira 1 ponto. |
| 1967–1969     | 1–10 pontos | A votação baseou-se em 10 júris por país que atribuíram 1 ponto cada à canção que mais lhes agradou. |
| 1970          | 1–10 pontos | A votação baseou-se em 10 júris por país que atribuíram 1 ponto cada à canção que mais lhes agradou. |
| 1971–1973     | 2–10 pontos | A votação baseou-se em 2 júris (um entre os 16 e os 25 e outro entre os 25 e os 55) por país que avaliaram individualmente todas as canções concorrentes e atribuíram-lhes 5, 4, 3, 2 ou 1 pontos consoante o seu agrado. |
| 1974          | 1–10 pontos | A votação baseou-se em 10 júris por país que atribuíram 1 ponto cada à canção que mais lhes agradou. |
| 1975–1996     | 12, 10, 8, 7, 6, 5, 4, 3, 2 e 1 pontos | Todos os países tinham pelo menos onze membros do júri (depois subiu para dezasseis), que iria conceder pontos às suas 10 canções favoritas, por ordem de preferência (12 para o 1º lugar, 10 para o 2º, 8 para o 3º, 7 para o 4º, 6 para o 5º, 5 para o 6º, 4 para o 7º, 3 para o 8º, 2 para o 9º e 1 ponto para o 10º) |
| 1997          | 12, 10, 8, 7, 6, 5, 4, 3, 2 e 1 pontos | 20 países usam o júri e 5 usam o televoto para decidir quais as canções que receberiam pontos. |
| 1998–2000     | 12, 10, 8, 7, 6, 5, 4, 3, 2 e 1 pontos | Todos os países deveriam usar o televoto para decidir quais as canções que receberiam pontos. Em circunstâncias excepcionais (por exemplo, sistema de telefonia fraca), onde televoto não era possível, seria utilizado um júri. |
| 2001–2002     | 12, 10, 8, 7, 6, 5, 4, 3, 2 e 1 pontos | Cada emissora estaria livre para fazer uma escolha entre o sistema de televoto completo e o sistema misto 50-50 para decidir quais as canções que receberiam pontos. Em circunstâncias excepcionais em que o televoto não fosse possível, seria utilizado apenas um júri. |
| 2003          | 12, 10, 8, 7, 6, 5, 4, 3, 2 e 1 pontos | Todos os países deveriam usar o voto via telefone/SMS para decidir quais as músicas que iriam receber pontos. Em circunstâncias excepcionais em que o televoto não fosse possível, seria usado apenas um júri. |
| 2004–2008     | 12, 10, 8, 7, 6, 5, 4, 3, 2 e 1 pontos | Todos os países usariam televoto e/ou SMS para decidir quais as músicas que receberiam pontos. |
| 2009–2012     | 12, 10, 8, 7, 6, 5, 4, 3, 2 e 1 pontos | Todos os países usariam televoto e/ou SMS (50%) e um júri de cinco membros (50%), excepto o San Marino, que utilizaria o sistema de 100% júri devido ao tamanho do país. Este é chamado o sistema júri-televoto 50/50 <gruporef ="note"> No caso de uma falha de televoto, apenas o júri séria utilizado por esse país; em caso de uma falha do júri, apenas o televoto séria utilizado por esse país. </ref> As duas partes da votação foram combinados através da combinação de 1-12 pontos para os dez primeiros em cada disciplina, em seguida, combinando as pontuações. Quando duas canções tiverem empatadas, a pontuação do televoto prevaleceria. |
| 2013–2015     | 12, 10, 8, 7, 6, 5, 4, 3, 2 e 1 pontos | O mesmo que em 2009-2012, com exceção do júri e televoto são combinados de forma diferente. Os jurados e televoto cada um classificaria todas canções concorrentes, em vez de apenas o seu top 10. As pontuações seriam somadas e em caso de empate, a pontuação televoto prevaleceria. |
| 2016–presente | Um conjunto de 12, 10, 8, 7, 6, 5, 4, 3, 2 e 1 pontos conforme decidido pelo voto do júri seguido pelo anúncio de voto popular (votos pelo público em geral). | Pontos concedidos a partir voto popular são calculados em conjunto antes de ser anunciado, efetivamente dobrando os votos que podem ser concedidas no total. Com um total de 42 países de voto, a quantidade máxima de pontos que se pode matematicamente receber agora é de 984 (41 países com 12 pontos em cada um dos jurados e votos populares). |

Nota
1. ↑  Júris de substituição seriam usados por cada país (com oito membros) no caso de uma falha no televoto.

## Pontuações mais altas
Estas são todas as canções que marcaram mais de 300 pontos. Uma dessas, "A Million Voices" cantada pela cantora russa Polina Gagarina, a primeira canção não-vencedora a ultrapassar os 300 pontos, Austrália tornou-se o primeiro país a ultrapassar os 500 pontos, mas sem ganhar a edição. Portugal foi o primeiro país a ultrapassar a marca dos 700 pontos, ganhando a edição de 2017 Como o número de países que votam e os sistemas de voto têm variado, pode ser mais relevante comparar o percentagem de todos os pontos atribuídos na competição que cada canção recebeu (calculado a partir dos painéis de avaliação publicados).
| Edição | País      | Artista(s)        | Canção                 | Pontos | Percentagem de pontos |
| ------ | --------- | ----------------- | ---------------------- | ------ | --------------------- |
| 2017   | Portugal  | Salvador Sobral   | "Amar Pelos Dois"      | 758    | 15.56 %               |
| 2017   | Bulgária  | Kristian Kostov   | "Beautiful Mess"       | 615    | 12.62 %               |
| 2016   | Ukraine   | Jamala            | "1944"                 | 534    | 10.96 %               |
| 2016   | Australia | Dami Im           | "Sound of Silence"     | 511    | 10.49 %               |
| 2016   | Russia    | Sergey Lazarev    | "You Are the Only One" | 491    | 10.08 %               |
| 2009   | Norway    | Alexander Rybak   | "Fairytale"            | 387    | 15.89%                |
| 2017   | Moldova   | SunStroke Project | "Hey, Mamma!"          | 374    | 7.68 %                |
| 2012   | Sweden    | Loreen            | "Euphoria"             | 372    | 15.27%                |
| 2015   | Sweden    | Måns Zelmerlöw    | "Heroes"               | 365    | 15.73 %               |
| 2017   | Belgium   | Blanche           | "City Lights"          | 363    | 7.45 %                |
| 2017   | Sweden    | Robin Bengtsson   | "I Can't Go On"        | 344    | 7.06 %                |
| 2017   | Italy     | Francesco Gabbani | "Occidentali's Karma"  | 334    | 6.86 %                |
| 2016   | Bulgaria  | Poli Genova       | "If Love Was a Crime"  | 307    | 6.30 %                |
| 2015   | Russia    | Polina Gagarina   | "A Million Voices"     | 303    | 13.06 %               |

## Desempates
No evento de um empate pelo primeiro lugar depois de todos os pontos terem sido anunciados, há um procedimento de desempate. Viu-se que era necessário um método de desempate depois do Festival de 1969, onde a França, os Países Baixos, a Espanha e o Reino Unido empataram pelo primeiro lugar. Visto que não havia nenhum método de desempate pré-decidido, todos os quatro concorrentes foram declarados vencedores. Como protesto, a Áustria, Finlândia, Suécia, Noruega e Portugal decidiram não participar no ano seguinte.
Actualmente, as regras de desempate dizem que se deve contar quantos países deram pontos a cada país empatado. Se ainda assim houver um empate, o segundo desempate envolve contar o número de países que deram doze pontos a cada país empatado. Os desempates continuam com dez pontos, oito pontos, etc. até o empate estar resolvido. Empates para outros lugares são apenas resolvidos oficialmente se for importante para a qualificação.
Em 1991, o método de desempate foi posto em acção quando a Suécia e a França ambas conseguiram 146 pontos depois da votação. Naquela altura, o desempate era ligeiramente diferente, e a primeira regra (o país votado por mais países ganha) ainda não estava em uso. Ambas a Suécia e a França tinham recebido o máximo de doze pontos quatro vezes. Apenas depois do número de dez pontos ter sido contado é que a Suécia, representada por Carola com a canção "Fångad av en stormvind" (Capturada por uma tempestade de amor), pôde receber o seu prémio. Deste modo, a canção Francesa, "C'est le dernier qui a parlé qui a raison" ("É quem fala por último que tem razão") cantada por Amina, ficou em segundo com a margem mais pequena de sempre.

## Null points
Visto que cada país participante dá uma série de votos, é raro que uma canção não receba pontos nenhuns. Sob as regras modernas isto que dizer que a canção não conseguiu ser parte das dez mais populares em nenhum país. Quando acontece, é conhecido com nul points (pontos nulos), o que vem da prática de ler os resultados em Francês e Inglês durante a emissão. Deve-se notar, contudo, que a frase nul points (nem qualquer outra que se refira a países que não receberam pontos nenhuns) nunca é realmente lida durante a apresentação do Festival.

### 1956 - 1974
Canções que receberam nul points, antes da introdução do sistema actual em 1975 são as seguintes:
| Edição | País        | Artista(s)             | Canção                                      |
| ------ | ----------- | ---------------------- | ------------------------------------------- |
| 1962   | Belgium     | Fud Leclerc            | "Ton nom"                                   |
| 1962   | Spain       | Victor Balaguer        | "Llámame"                                   |
| 1962   | Austria     | Eleonore Schwarz       | "Nur in der Wiener Luft"                    |
| 1962   | Netherlands | De Spelbrekers         | "Katinka"                                   |
| 1963   | Netherlands | Annie Palmen           | "Een speeldoos"                             |
| 1963   | Norway      | Anita Thallaug         | "Solhverv"                                  |
| 1963   | Finland     | Laila Halme            | "Muistojeni laulu"                          |
| 1963   | Sweden      | Monica Zetterlund      | "En gång i Stockholm"                       |
| 1964   | Germany     | Nora Nova              | "Man gewöhnt sich so schnell an das Schöne" |
| 1964   | Portugal    | António Calvário       | "Oração"                                    |
| 1964   | Iugoslávia  | Sabahudin Kurt         | "Život je sklopio krug"                     |
| 1964   | Switzerland | Anita Traversi         | "I miei pensieri"                           |
| 1965   | Spain       | Conchita Bautista      | "¡Qué bueno, qué bueno!"                    |
| 1965   | Germany     | Ulla Wiesner           | "Paradies, wo bist du?"                     |
| 1965   | Belgium     | Lize Marke             | "Als het weer lente is"                     |
| 1965   | Finland     | Viktor Klimenko        | "Aurinko laskee länteen"                    |
| 1966   | Monaco      | Tereza Kesovija        | "Bien plus fort"                            |
| 1966   | Italy       | Domenico Modugno       | "Dio, come ti amo"                          |
| 1967   | Switzerland | Géraldine              | "Quel cœur vas-tu briser?"                  |
| 1970   | Luxembourg  | David Alexandre Winter | "Je suis tombé du ciel"                     |

### 1975 - 2015
Canções que receberam nul points, desde a introdução do sistema actual em 1975 são as seguintes:
| Edição | País                | Artista(s)                    | Canção                    |
| ------ | ------------------- | ----------------------------- | ------------------------- |
| 1978   | Norway              | Jahn Teigen                   | "Mil etter mil"           |
| 1981   | Norway              | Finn Kalvik                   | "Aldri i livet"           |
| 1982   | Finland             | Kojo                          | "Nuku pommiin"            |
| 1983   | Spain               | Remedios Amaya                | "¿Quién maneja mi barca?" |
| 1983   | Turkey              | Çetin Alp & The Short Waves   | "Opera"                   |
| 1987   | Turkey              | Seyyal Taner % Grup Locomotif | "Şarkım Sevgi Üstüne"     |
| 1988   | Austria             | Wilfried                      | "Lisa Mona Lisa"          |
| 1989   | Iceland             | Daníel Ágúst                  | "Það sem enginn sér"      |
| 1991   | Austria             | Thomas Forstner               | "Venedig im Regen"        |
| 1994   | Lithuania           | Ovidijus Vyšniauskas          | "Lopšinė mylimai"         |
| 1997   | Norway              | Tor Endresen                  | "San Francisco"           |
| 1997   | Portugal            | Célia Lawson                  | "Antes do adeus"          |
| 1998   | Switzerland         | Gunvor                        | "Lass ihn"                |
| 2003   | Reino Unido         | Jemini                        | "Cry Baby"                |
| 2015   | Austria (anfitrião) | The Makemakes                 | "I Am Yours"              |
| 2015   | Germany             | Ann Sophie                    | "Black Smoke"             |

2015 foi a primeira vez que o país anfitrião (Áustria) recebeu null points. Em 2003, após o primeiro null points para o Reino Unido uma sondagem online foi feita para determinar qual a canção com null points na história do certame que menos mereceu. "¿Quién maneja mi barca?" (Espanha 1983) foi a vencedora tendo a canção "Lisa Mona Lisa" (Áustria 1988) ter sido considerada a que mais mereceu.
Em 2012, apesar de ter recebido pontuação com o sistema 50-50, a França com a canção "Echo (You and I)" de Anggun receberia null points se apenas o televoto fosse usado. Na primeira semi-final desse ano, embora a Bélgica com a canção "Would You?" de Iris ter recebido 2 pontos do televoto hipotético do juri albanês (nessa semi-final, a Albânia não utilizou televoto);  receberia null points se apenas o televoto fosse usado. No seu livro, Nul Points, o escritor Tim Moore entrevistou vários desses cantores sobre como o seus resultados eurovisivos afetou as suas carreiras.

### 2016 - presente
| Edição | País            | Artista(s)         | Canção                 |
| ------ | --------------- | ------------------ | ---------------------- |
| 2016   | República Checa | Gabriela Gunčíková | "I Stand"              |
| 2017   | Espanha         | Manel Navarro      | "Do It For Your Lover" |
| 2021   | Reino Unido     | James Newman       | "Embers"               |

### Semifinais
Desde a criação de uma semifinal, em 2004, e duas semifinais, em 2008, mais de trinta países votam em cada noite, até os países eliminados ou já qualificados. Assim, null points são raros: significa ser menos do que décimo em todos os países. Contudo, na semifinal de 2004, onde 32 país votaram, "Celebrate" por Piero & The Musicstars, da Suíça recebeu null points. Já na 1ª semifinal de 2009, a República Checa não somou qualquer ponto, tornando-se no 2º país a receber null points desde a introdução de 1 ou 2 semifinais.
Canções que receberam nul points, desde a introdução das semi-finais são as seguintes:
| Edição | País           | Artista(s)                       | Canção        |
| ------ | -------------- | -------------------------------- | ------------- |
| 2004   | Switzerland    | Piero Esteriore & The MusicStars | "Celebrate!"* |
| 2009   | Czech Republic | Gipsy.cz                         | "Aven Romale" |

No entanto, em 2004 a França, Polónia e Rússia não votaram na semifinal; em 2009 votaram 20 países.

### Depois de 2016: "nul points" provenientes de um parte da votação
Como o novo sistema de votação, obter "nul points" tanto no televoto como no júri é possível.

#### Júri
Canções que receberam nul points são as seguintes:
| Edição | País        | Artista(s)    | Canção                 |
| ------ | ----------- | ------------- | ---------------------- |
| 2017   | Spain       | Manel Navarro | "Do It for Your Lover" |
| 2021   | Reino Unido | James Newman  | "Embers"               |

##### Em semifinais
Canções que receberam nul points no júri em semifinais são as seguintes:
| Edição | País       | Artista(s)                        | Canção                |
| ------ | ---------- | --------------------------------- | --------------------- |
| 2017   | San Marino | Valentina Monetta & Jimmie Wilson | "Spirit of the Night" |

#### Televoto
Com o novo sistema de televoto anunciado para a edição de 2016, null points no televoto é possível, mas não provável, nas duas semi-finais nenhum país obteve null points, mas na final a República Checa não obteve qualquer ponto no televoto.
Canções que receberam nul points no televoto são as seguintes:
| Edição | País           | Artista(s)         | Canção               |
| ------ | -------------- | ------------------ | -------------------- |
| 2012   | France         | Anggun             | "Echo (You and I)"   |
| 2015   | Austria        | The Makemakes      | "I Am Yours"         |
| 2016   | Czech Republic | Gabriela Gunčíková | "I Stand"            |
| 2017   | Austria        | Nathan Trent       | "Running on Air"     |
| 2019   | Alemanha       | SISTER             | "Sister"             |
| 2021   | Reino Unido    | James Newman       | "Embers"             |
| 2021   | Alemanha       | Jendrik Sigwart    | "I Don't Feel Hate"  |
| 2021   | Holanda        | Jeangu Macrooy     | "Birth of a New Age" |
| 2021   | Espanha        | Blas Cantó         | "Voy a quedarme"     |

Canções que receberam nul points no televoto em semifinais são as seguintes:
| Edição | País    | Artista(s)       | Canção         |
| ------ | ------- | ---------------- | -------------- |
| 2017   | Malta   | Claudia Faniello | "Breathlessly" |
| 2021   | Chéquia | Benny Cristo     | "Omaga"        |

## Padrões de votação políticos e regionais

### Votação regional em bloco

Votação em bloco na Eurovisão de 2001 a 2005 de acordo com Derek Gatherer (2006)
"O Eixo Pirenaico"
"O Benelux Parcial"
"O Império Viking"
"O Pacto da Varsóvia"
"O Bloco Balcã"

Há provas académicas de que a votação regional em bloco existe.
Os três blocos de votação mais notáveis são:
- o Bloco Balcânico, primariamente Sérvia, Montenegro, Bósnia a Herzegovina, Croácia, República da Macedónia, Eslovénia, juntamente com a Albânia, a Hungria e a Bulgária.
- o Bloco Nórdico, formado pela Dinamarca, Finlândia, Islândia, Noruega e Suécia, às vezes juntamente com os estados dos Balcãs ou com os Países Bálticos.
- e o Bloco Ex-Soviético, países da antiga URSS: Rússia, Ucrânia, Bielorrússia, Moldávia, Geórgia, Arménia e Azerbaijão.

No Festival de 2008, os 9 participantes da antiga URSS deram-se a si próprios um máximo de 402 pontos em teoria. Na realidade, 307 desses pontos foram dados dentro do bloco, mas apenas 95 pontos foram dados a 16 outros países.
No Festival de 2008, os 6 participantes da antiga Jugoslávia deram-se a si próprios um máximo de 156 pontos em teoria. Na realidade, 130 desses pontos foram dados dentro do bloco, mas apenas 26 pontos foram dados a 19 outros países.
Pares de países que normalmente dão pontos altos uns aos outros são:
- Grécia e Chipre
- Grécia e Arménia
- Grécia e Bulgária
- Suécia e Finlândia
- Suécia e Dinamarca
- Suécia e Noruega
- Islândia e Dinamarca
- Roménia e Moldávia
- Turquia e Bósnia e Herzegovina
- Países Baixos e Bélgica
- Rússia e Arménia
- Rússia e Bielorrússia
- Rússia e Ucrânia
- Hungria e Roménia
- Polónia e Ucrânia
- Portugal e Espanha
- Finlândia e Estónia
- Azerbaijão e Turquia
- Irlanda e Reino Unido
- Espanha e Andorra
- Sérvia e Croácia
- Sérvia e Bósnia e Herzegovina
- Croácia e Bósnia e Herzegovina
- Lituânia e Letónia
- Andorra e Portugal
- Itália e Albânia
- Itália e Suíça
- Itália e Malta

### Votação de diáspora
Também se diz que existe "votação de diáspora" onde imigrantes votam nos seus países de origem. Os seguintes podem ser exemplos de votação de diáspora:
- Votos da Alemanha, do Reino Unido, dos Países Baixos, da Bélgica, da Áustria, da Suíça, da Dinamarca e da França para a Turquia.

A Alemanha e os Países Baixos deram cada uma pelo menos 10 pontos à Turquia nos festivais de 2003 a 2008.
- Votos dos Países Baixos, da Bélgica, Espanha e da França para a Arménia.
- Votos da Espanha para a Roménia e Bulgária
- Votos da Itália para Roménia, Bulgária, Albânia, Ucrânia, Moldávia, Sérvia, Polónia, Rússia e República da Macedónia.
- Votos da França para Portugal, Arménia e Israel.
- Votos da Suécia, da Noruega, da Dinamarca, da Finlândia, da Áustria, e da Suíça para a Bósnia e Herzegovina e Sérvia.
- Votos da Hungria para a Sérvia e Roménia.
- Votos de Portugal para a Ucrânia e Roménia.
- Votos do Reino Unido para a Irlanda, Polónia, Letónia, Lituânia, Grécia e Chipre.
- Votos da Irlanda para a Lituânia, Letónia, Polónia e Reino Unido.
- Votos da Estónia, da Letónia, da Bielorrússia, da Ucrânia, e da Moldávia para a Rússia.
- Votos da Alemanha para a Turquia, Grécia, Rússia, Polónia, Itália, Sérvia, Croácia e Bósnia e Herzegovina.
- Votos da Grécia para a Albânia, Bulgária e Ucrânia.
- Votos de Israel para a Rússia, Bielorrússia, Ucrânia e Roménia.
- Votos da França, da Bélgica e da Suíça para a Espanha e a Itália.
- Votos do Chipre para a Rússia, Bulgária, Ucrânia, Arménia e Geórgia.
- Votos da Suíça para Portugal, Sérvia, Croácia, Bósnia e Herzegovina, Eslovênia, Turquia e República da Macedónia.

## Sistemas de votação sem sucesso
Um dos exemplos mais notáveis de um sistema de votação falhado foi aquele usado no Festival de 1969. Este sistema tinha sido usado entre 1957 e 1961, e mais tarde em 1967 e 1968. Dez júris em cada país escolhidos davam um único voto à sua canção preferida.  Quatro países empataram pelo primeiro lugar (Reino Unido, Países Baixos, França e Espanha), e não havia nenhum método de desempate.
Entre 1962 e 1966, um sistema de votação mais parecido com o actual foi usado. Em 1962 cada país dava às sus três canções preferidas um, dois e três pontos, em 1963 as suas cinco preferidas tinham um, dois, três, quatro e cinco pontos, e de 1964 até 1966, cada país dava às suas três canções preferida um, três e cinco pontos. Com este último sistema, havia uma regra adicional onde cada país podia escolher não dar pontos a três países, mas dar pontos a dos países (dando a um três pontos e ao outro seis) como em 1965, onde a Bélica deu seis pontos ao Reino Unido e três à Itália.
Os Festivais de 1971, 1972, e 1973 viram os júris 'em visão' pela primeira vez. Cada país tinha dois juízes - um mais velho do que 25 e outro mais novo, com pelo menos dez anos de diferença nas suas idades. Cada juiz dava um mínimo de um ponto e um máximo de cinco pontos a cada canção. Em 1974, o antigo sistema de dez juízes foi usado, e no ano seguinte, o actual sistema foi introduzido. Porta-vozes foram depois vistos no ecrã em 1994 ligados por satélite.

## Resto do Mundo
E, Esses espectadores poderiam votar por meio de uma plataforma online, que requer a posse de um cartão de crédito ou débito para verificação.m 22 de novembro de 2022, a União Europeia de Radiodifusáo anunciou que, a partir de 2023, Festival Eurovisão da Canção iria incluir um televoto de países não participantes pela primeira vez, através da plataforma oficial online, que requer a posse de um cartão de crédito ou débito para verificação.